# Scelio husseini
Scelio husseini är en stekelart som beskrevs av Hermann Priesner 1951. Scelio husseini ingår i släktet Scelio och familjen Scelionidae. Inga underarter finns listade i Catalogue of Life.